# Байкитский район
Байки́тский райо́н — бывшие административно-территориальная единица и одноимённое муниципальное образование (до 2001 года) упразднённого Эвенкийского автономного округа Красноярского края России.
В настоящий момент — Байкитская группа поселений.
Соответствующая административно-территориальная единица упразднена 3 декабря 2006 года.

## Географическое расположение района
Байкитский район Эвенкийского автономного округа находился на юго-западе округа и занимал площадь 102 000 км².
Административным центром района было село Байкит (почтовый индекс 648360).
Кроме районного центра на территории Байкитского района находились 11 населённых пунктов (через тире указаны почтовые индексы):
- посёлок Бурный — 648367
- посёлок Куюмба — 648373
- посёлок Усть-Камо — 648360
- посёлок Мирюга — 648365
- посёлок Ошарово — 648364
- посёлок Полигус — 648371
- посёлок Суломай — 648368
- посёлок Суринда — 648372
- посёлок Кузьмовка — 648369
- посёлок Учами — 648360
- посёлок Таимба — 648360

## Территориальное устройство
Выделялись 3 сельсовета.
- Куюмбинский сельсовет: посёлки Куюмба, Усть-Камо.
- Ошаровский сельсовет: посёлки Ошарово, Таимба.
- Полигусовский сельсовет: посёлки Полигус, Учами.

Сельсоветы вошли в состав образованного в 2006 году Эвенкийского административного района и сохранялись до 2010 года.
В 2010 году были приняты Закон об административно-территориальном устройстве и реестр административно-территориальных единиц и территориальных единиц Красноярского края, провозгласившие отсутствие сельсоветов в Таймырском Долгано-Ненецком и Эвенкийском районах как административно-территориальных единицах с особым статусом.

### Сельсоветы, выделявшиеся как единицы статистического подсчёта
- Байкитский сельсовет: село Байкит.
- Бурнывский сельсовет (существовал до 1989 года): посёлок Бурный. 30 июня 1998 года образован орган местного самоуправления территориальной единицы поселения Бурный.
- Мирюгский сельсовет (существовал до 1989 года): село Мирюга. 30 июня 1998 года образован орган местного самоуправления территориальной единицы поселения Мирюга.
- Суломайский сельсовет: посёлок Суломай, посёлок Кузьмовка.
- Суриндинский сельсовет: посёлок Суринда.

Сельсоветы выделялись как единицы статистического подсчёта до 2002 года.
В ОКАТО район и сельсоветы как объекты административно-территориального устройства выделялись до 2011 года.

## Экономика

### Промышленность
Байкитский район — центр промышленных разработок Эвенкии. На его территории расположены уникальные нефтегазовые месторождения — Юрубчено-Тохомское, Куюмбинское и Оморинское. Восточно-Сибирская нефтяная компания, большая часть акций которой находилось раньше в собственности компании ЮКОС, в настоящее время активно ведёт разработку и доразведку Юрубчено-Тохомского месторождения.
Неподалёку от месторождения находится нефтеперерабатывающий завод мощностью 40 000 т нефти в год. Разработка месторождения позволила покончить с энергетическими проблемами в округе.
Отрасль лесопереработки. Сейчас в районе очень небольшие объёмы лесозаготовок — всего около 10-15 тыс. тонн древесины. В дальнейшем планируется повысить этот показатель до 50-100 тыс. тонн, чтобы можно было снабжать лесом и продуктами его переработки не только Байкитский район, но и округ в целом, а в дальнейшем и другие территории.

### Оленеводство
Раньше в округе было хорошо развито оленеводство, только в Суринде было 15 000 оленей, до 10 000 оленей — в Полигусе. За годы перестройки отрасль пришла в упадок. В итоге сегодня поголовье оленей в районе не превышает 2 000.

## Население
| 1939 | 1959 | 1970 | 1979 | 1989 | 2002 | 2010 |
| ---- | ---- | ---- | ---- | ---- | ---- | ---- |
| 3372 | 2843 | 3349 | 4466 | 6939 | 5819 | 5336 |

Население района — 6003 человек, из них 1558 человек — представители коренных малочисленных национальностей (эвенки, кеты, долганы, эвены).

## Руководители района
- Чепалов Василий Ефремович (1935—2021) — первый секретарь Байкитского райкома КПСС в 1977—1979 гг.
- Монго Михаил Иннокентьевич (1946—1991), — первый секретарь Байкитского райкома КПСС в 1979—1983 гг.
- Салаткина Анна Григорьевна (род. 1943) — первый секретарь Байкитского райкома КПСС в 1983—1988 гг.
- Сухоруков Петр Тимофеевич (1930—2009) — председатель Байкитского исполкома райсовета в 1975—1989 гг.
- Стуров Владимир Константинович (1948—2008) — председатель Байкитского исполкома райсовета в 1990—1991 гг., глава администрации Байкитского района в 1991—2001 гг.